# NGC 7190
NGC 7190 este o galaxie situată în constelația Pegas. A fost descoperită în 23 iulie 1870 de către Édouard Stephan⁠(d). Se află la o distanță de 120,5 de megaparseci de Pământ.